# Série L de Dirichlet

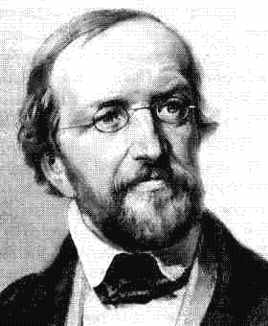
Johann Peter Gustav Lejeune Dirichlet (1805-1859).

En mathématiques, une série L de Dirichlet est une série du plan complexe utilisée en théorie analytique des nombres.
Par prolongement analytique, cette fonction peut être étendue en une fonction méromorphe sur le plan complexe entier.
Elle est construite à partir d'un caractère de Dirichlet et, dans le cas du caractère trivial, la fonction L de Dirichlet est la fonction zêta de Riemann.
Elle est nommée ainsi en l'honneur du mathématicien allemand Johann Peter Gustav Lejeune Dirichlet, qui l'a utilisée pour démontrer son théorème de la progression arithmétique.

## Définition
Soit χ un caractère de Dirichlet. La série L de Dirichlet associée, notée L(s, χ), est définie par :

## Relation avec la fonction zêta de Hurwitz et prolongement analytique
La série L de Dirichlet associée à un caractère modulo N est une combinaison linéaire des séries zêta de Hurwitz {\displaystyle \zeta (s,q)=\sum _{r=0}^{\infty }{\frac {1}{(q+r)^{s}}}} pour q = j/N avec j = 1, 2, … , N.
Plus précisément, soit χ un caractère modulo N. Alors,
Par conséquent, de même que les séries {\displaystyle \zeta (\cdot ,q)}, la série {\displaystyle L(\cdot ,\chi )}
- converge sur le demi-plan des nombres complexes de partie réelle strictement supérieure à 1 ;
- se prolonge analytiquement sur le plan complexe en une fonction méromorphe avec au plus un pôle, simple, au point 1. Ce prolongement est appelé fonction L de Dirichlet et est encore noté {\displaystyle L(\cdot ,\chi )}, et son résidu au point 1 est :{\displaystyle \operatorname {Res} _{1}L(\cdot ,\chi )={\frac {1}{N}}\sum _{j=1}^{N}\chi (j)}.

En particulier, la fonction L de Dirichlet du caractère trivial (N = 1) est la fonction zêta de Riemann {\displaystyle \zeta (s)=\zeta (s,1)}, dont le résidu au point 1 est, comme celui de toutes les fonctions zêta de Hurwitz, égal à 1.

## Comportement au point un
Le comportement des séries au point 1 est la clé du théorème de la progression arithmétique. C'est la raison pour laquelle Dirichlet définit ces séries.
- Le point 1 est un pôle de la fonction L pour le caractère principal, mais pas pour les autres caractères[1].

- Pour tout caractère non principal, le point 1 n'est pas un zéro de la fonction.

## Zéros des fonctions L de Dirichlet
Si χ est un caractère primitif avec χ(–1) = 1, alors les seuls zéros de L(s, χ) avec Re(s) < 0 sont les entiers pairs négatifs.
Si χ est un caractère primitif avec χ(–1) = –1, alors les seuls zéros de L(s, χ) avec Re(s) < 0 sont les entiers impairs négatifs.
Hormis l'existence possible d'un zéro de Siegel, beaucoup de résultats similaires à la fonction zêta de Riemann sont connus sur les régions sans zéro de toutes les fonctions L de Dirichlet, à gauche de la droite Re(s) = 1.
L'hypothèse de Riemann généralisée est la généralisation aux fonctions L de Dirichlet de l'hypothèse de Riemann sur la fonction zêta.

## Équation fonctionnelle
Supposons que χ est un caractère primitif de module k. Définissant
où Γ désigne la fonction gamma et le symbole a est donné par
on a l'équation fonctionnelle
où τ désigne la somme de Gauss :
Remarque : |τ(χ)| = k1/2.

## Exemples

### Fonction zêta de Riemann
Pour le caractère trivial, on retrouve la fonction zêta de Riemann :
{\displaystyle \zeta (s)=L_{+1}(s)=\sum _{n=0}^{+\infty }{\frac {1}{n^{s}}}}

### Fonction lambda de Dirichlet
{\displaystyle \lambda (s)=\sum _{n=0}^{+\infty }{\frac {1}{(2n+1)^{s}}}=(1-2^{-s})\zeta (s)}

### Fonction bêta de Dirichlet
{\displaystyle \beta (s)=L_{-4}(s)=\sum _{n=0}^{+\infty }{\frac {(-1)^{n}}{(2n+1)^{s}}}}